# Alsodes pehuenche
Espèce
Statut de conservation UICN

 CR B1ab(iii,v)+2ab(iii,v) : 
En danger critique
Alsodes pehuenche est une espèce d'amphibiens de la famille des Alsodidae.

## Répartition
Cette espèce est présente dans la vallée de Pehuenche dans le département de Malargüe de la province de Mendoza en Argentine et dans la partie adjacente du Chili. Elle se rencontre entre 2 000 et 2 500 m d'altitude.

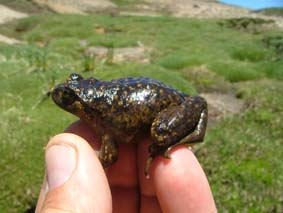
Alsodes pehuenche

## Publication originale
- Cei, 1976 : Remarks on some neotropical amphibians of the genus Alsodes from southern Argentina. Atti della Società italiana di scienze naturali e del Museo civico di storia naturale in Milano, vol. 177, no 3/4, p. 159-164.